# Galeola humblotii
Galeola humblotii är en orkidéart som beskrevs av Heinrich Gustav Reichenbach.
Galeola humblotii ingår i släktet Galeola och familjen orkidéer. Inga underarter finns listade i Catalogue of Life.